# Riesenbarsche
Die Riesenbarsche (Latidae) sind eine Familie großer Raubfische aus der Ordnung Carangiformes.

## Merkmale
Riesenbarsche werden 45 Zentimeter bis zwei Meter lang. Sie haben 25 Wirbel. Ihre Kopfoberseite ist dorsal konkav eingedrückt. Bei vielen Arten sind die beiden Rückenflossen nicht vollständig geteilt, oder zwischen der ersten, hartstrahligen und der zweiten, weichstrahligen Rückenflosse stehen einzelne isolierte Flossenstrahlen ohne Membran.

## Verbreitung
Sieben Arten der Gattung Lates leben in Afrika in Süßgewässern, davon vier Arten endemisch im Tanganjikasee und je eine im Albertsee und im Turkana-See. Die asiatischen Arten kommen küstennah im Brackwasser und im Meer von der Nordküste des Indischen Ozeans und im westlichen Pazifik von Japan bis Australien vor.

## Systematik
Die Familie der Riesenbarsche (Latidae) wurde 1888 durch den US-amerikanischen Zoologen David Starr Jordan eingeführt. Die Schwesterfamilie der Riesenbarsche sind die westatlantischen Snooks (Centropomidae), zu denen sie eine Zeit lang als Unterfamilie Latinae gerechnet wurden. Riesenbarsche, Snooks, der Kuhbarsch (Lactarius lactarius ) und die Barrakudas (Sphyraenidae) bilden zusammen die Unterordnung Centropomoidei in der Ordnung Carangiformes.
Es gibt drei rezente Gattungen, davon eine monotypisch, mit 14 Arten. Hinzu kommt die ausgestorbene Gattung Eolates mit drei Arten.
- Unterfamilie Riesenbarsche (Latinae)
  - Gattung †Eolates
  - Gattung Hypopterus
    - Hypopterus macropterus (Günther, 1853)[5], Küste Westaustraliens

  - Gattung Lates
    - afrikanische ArtenEin junger Lates angustifrons

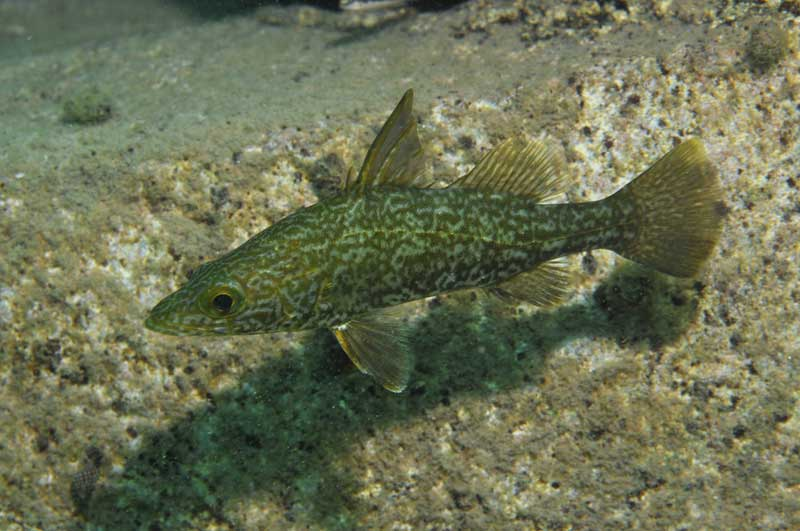
Ein junger Lates angustifrons

      - Lates angustifrons Boulenger, 1906, Tanganjikasee
      - Lates longispinis Worthington, 1932, Turkana-See
      - Lates macrophthalmus Worthington, 1929, Albertsee
      - Lates mariae Steindachner, 1909, Tanganjikasee
      - Lates microlepis Boulenger, 1898, Tanganjikasee
      - Nilbarsch (Lates niloticus (Linnaeus, 1758)), Nilregion, Westafrika, Kongobecken
      - Lates stappersii (Boulenger, 1914), Tanganjikasee

    - asiatische Arten
      - Barramundi (Lates calcarifer (Bloch, 1790)), vom Persischen Golf bis an die Küsten des südlichen Japans, des südlichen Neuguinea und des nördlichen Australiens
      - Japanischer Riesenbarsch (Lates japonicus Katayama & Taki, 1984), Küste von Japan
      - Lates lakdiva Pethiyagoda & Gill, 2012, Küste von Sri Lanka[6]
      - Lates uwisara Pethiyagoda & Gill, 2012, Küste von Myanmar[6]

  - Gattung Psammoperca[5]
    - Psammoperca datnioides Richardson 1848, Küsten des westlichen, nördlichen und östliche (Queensland) Australiens
    - Psammoperca waigiensis (Cuvier, 1828), vom Golf von Bengalen nördlich über die Philippinen bis Japan

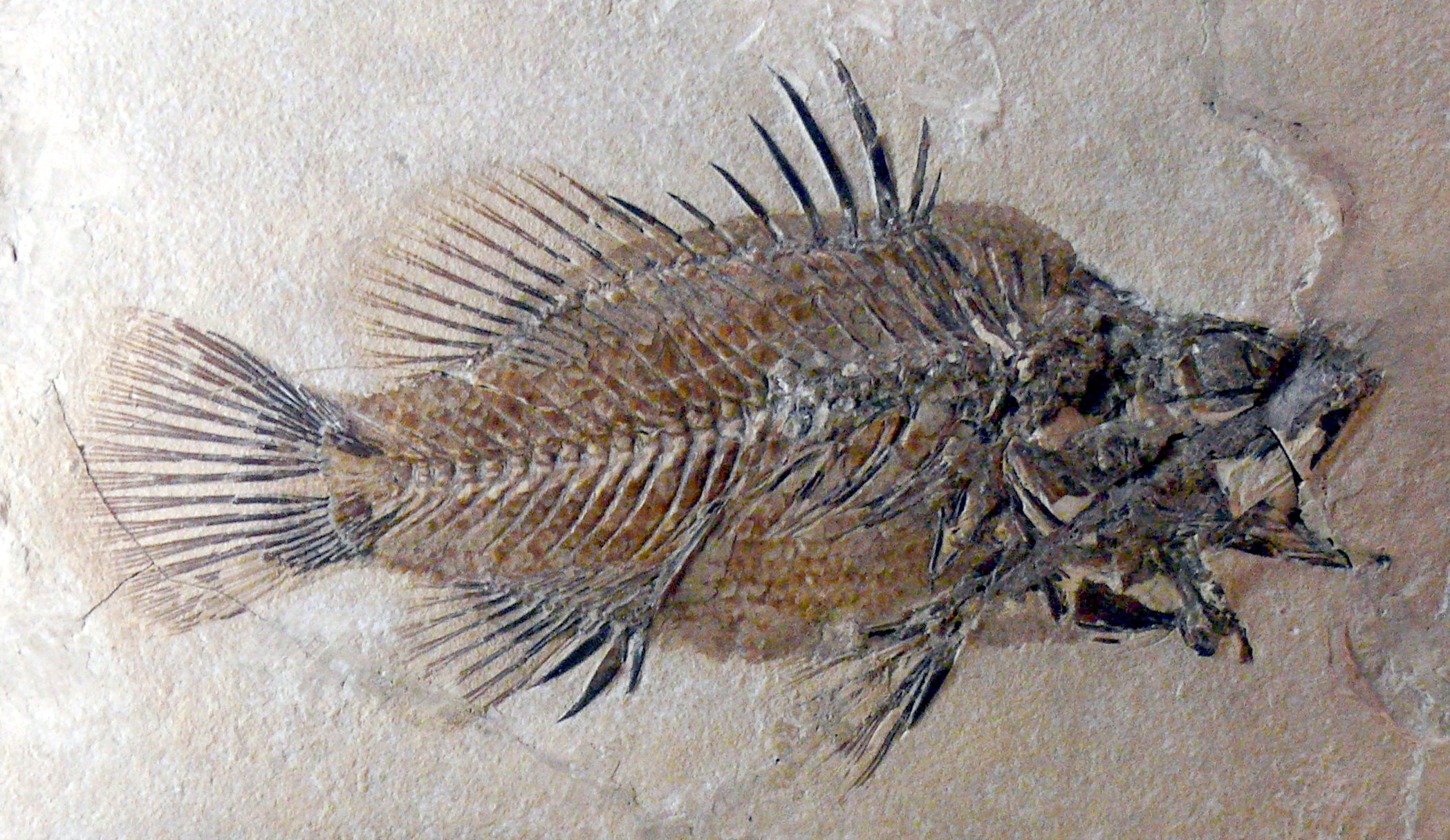
Eolates gracilis aus Monte Bolca im Museum für Naturkunde Berlin

## Fossilbefund
Fossilien der ausgestorbenen Gattung Eolates mit drei Arten aus dem Oligozän und dem Eozän fand man in Afrika und auch in Europa, in der norditalienischen Monte-Bolca-Formation, die aus Ablagerungen der Tethys entstand. Außerdem wurden sechs ausgestorbene Lates-Arten aus dem Oligozän und Miozän beschrieben. Fossilien dieser Arten fand man in der Nähe von Wien (Breitenbrunn am Neusiedler See), in Moldawien, Italien, Kroatien und Kenia. Der Fossilbefund deutet darauf hin das die Riesenbarsche ursprünglich küstennah im Meer vorkamen und die afrikanischen Süßgewässer erst später besiedelt wurden.